# Oskar Fredrik Wijkman
Oskar Fredrik Wijkman, född den 6 december 1841 i Mellösa socken i Södermanland, död den 25 november 1909 i Västerås, var en svensk industriledare och politiker i Västerås. Kallades  "Gud Fader" under sin tid i Västerås, där han som kommunens starke man bestyrde allt.
Oskar Fredrik Wijkman blev verkmästare vid Hallstahammars bruk 1872 som under Wijkmans ledning började tillverkning av skruv och mutter, vilket år 1873 ledde till Bultfabrikens tillkomst. År 1874 lämnade Wijkman Hallstahammar och flyttade till Västerås. Där startade han Västerås Mekaniska Verkstad, WMW, den första större industrin i Västerås, som blev en av landets ledande tillverkare av lantbruksmaskiner.
Wijkman engagerade sig i kommunalpolitiken och blev snabbt en drivande person och bestyrde själv det mesta inom kommunen. 
Han lät 1890 installera en elektrisk kraftanläggning i sitt företag. Det var landets första större elanläggning i en industri. Wijkman kom därigenom i kontakt med föregångaren till Asea. Wijkman hade en avgörande betydelse för att det nybildade Asea etablerade sig i Västerås 1892. Vid det här laget rådde det en dragkamp mellan Arboga, Västerås och Örebro om var företaget skulle förläggas. Änkan Karolina Wickholm ägde vid denna tid vattenrätten i Svartån i Västerås och ägde kvarnen vid Fiskartorget. Förhandlingarna mellan kommunen och änkan körde fast, då begärt pris var 70 000 kronor, åtminstone 20 000 mer än vad kommunen planerat. Detta hotade att försena den nya damm med turbinhus som Wijkman ville ha för att få ASEA till Västerås. Oscar Fredrik Wijkman drev dock igen köpet genom att slå fast att "Giv änkan vad änkan vill ha". Genom detta lyckades Wijkman så småningom övertala ingenjören Jonas Wenström att flytta sin eltekniska verksamhet från Arboga till Västerås.
Wijkman blev sedermera styrelseordförande i ASEA 1891-1909. 1893 blev han riddare av Vasaorden. Fyra år senare (1897) grundade Wijkman Nordiska Metall, senare kallat Svenska Metallverken. Företaget levererade metallprodukter, framförallt av koppar, till bland annat Asea. 
Planerna på ett stadshotell i Västerås uppkom 1898. Detta skulle visa sig bli Wijkmans stora nederlag. Han ville bygga denna på Fiskartorget vilket stadsfullmäktige dock röstade ned. Det fick till följd att Wijkman lämnade sin post 1904 i protest mot beslutet. 1907 invigdes Västerås nya stadshus, som snart bara kallades Stadshotellet.